# 2007 en journalisme
| Années du journalisme : 2004 - 2005 - 2006 - 2007 - 2008 - 2009 - 2010    |
| Décennies du journalisme : 1970 - 1980 - 1990 - 2000 - 2010 - 2020 - 2030 |

Cet article présente les faits marquants de l'année 2007 en journalisme.

## Décès

### Janvier
- 6 janvier : Daisy de Galard, Journaliste et productrice de télévision française.
- 11 janvier : Fesshaye Yohannes, Journaliste et écrivain érythréen, mort en prison.
- 19 janvier : Hrant Dink, Journaliste et écrivain turc.
- 23 janvier : 
  - Marie-Rose Armesto, Journaliste et reporter belge.
  - Ryszard Kapuściński, Journaliste polonais.
- 24 janvier : Pierre Cabanne, Journaliste et écrivain français.
- 30 janvier : Jean Laborde, Journaliste et écrivain français.